# Terrence C. Carson
Terrence Connor Carson (Chicago, 19 novembre 1959) è un attore e doppiatore statunitense.
È conosciuto principalmente per aver doppiato Mace Windu (interpretato nei film da Samuel L. Jackson) in diverse serie animate come Star Wars: The Clone Wars e Kratos, nella serie di videogiochi God of War.

## Filmografia parziale

### Attore
- Final Destination 2, regia di David R. Ellis (2002)

#### Cinema
- The Mentalist - serie TV, episodio 3x11 (2011)

### Doppiatore
- Star Wars: Galactic Battlegrounds - videogioco (2001)
- Star Wars: Clone Wars - serie TV, 4 episodi (2003-2005)
- God of War - videogioco (2005)
- God of War II - videogioco (2007)
- God of War: Chains of Olympus - videogioco (2008)
- Star Wars: The Clone Wars - serie TV, 45 episodi (2008-2014, 2020)
- God of War III - videogioco (2010)
- Tron: Evolution - videogioco (2010)
- God of War: Ghost of Sparta - videogioco (2011)
- Disney Infinity 3.0 (2015)
- Far Cry Primal - videogioco (2016)

## Doppiatori italiani
Nelle versioni in italiano delle opere in cui ha recitato, Terrence C. Carson è stato doppiato da:
- Enrico Di Troia in U-571
- Simone Mori in Final Destination 2
- Francesco Meoni in The Mentalist
- Carlo Petruccetti in Natale on Air

Da doppiatore è stato sostituito da:
- Marco Pagani in God of War, God of War II, God of War: Chains of Olympus, God of War III, God of War: Ghost of Sparta
- Alberto Angrisano in Star Wars: The Clone Wars, Star Wars: Tales of the Jedi, Lego Star Wars: Rebuild the Galaxy
- Andrea Lavagnino in Star Wars: The Clone Wars - Gli eroi della Repubblica
- Francesco Rizzi in Lego Star Wars - La saga degli Skywalker
- Andrea Bolognini in Kinect Star Wars